# Grand cirque métropolitain de Budapest
Le Grand cirque métropolitain de Budapest (en hongrois : Fővárosi Nagycirkusz) est une compagnie de cirque établie de façon permanente dans le Városliget. Il s'agit du seul cirque en dur d'Europe centrale.